# TT51
| F12 | F4 · t · Z1 |

| F12 | F4 · t · Z1 |

| F35 | f | W3 · f |

| F35 | f | W3 · f |

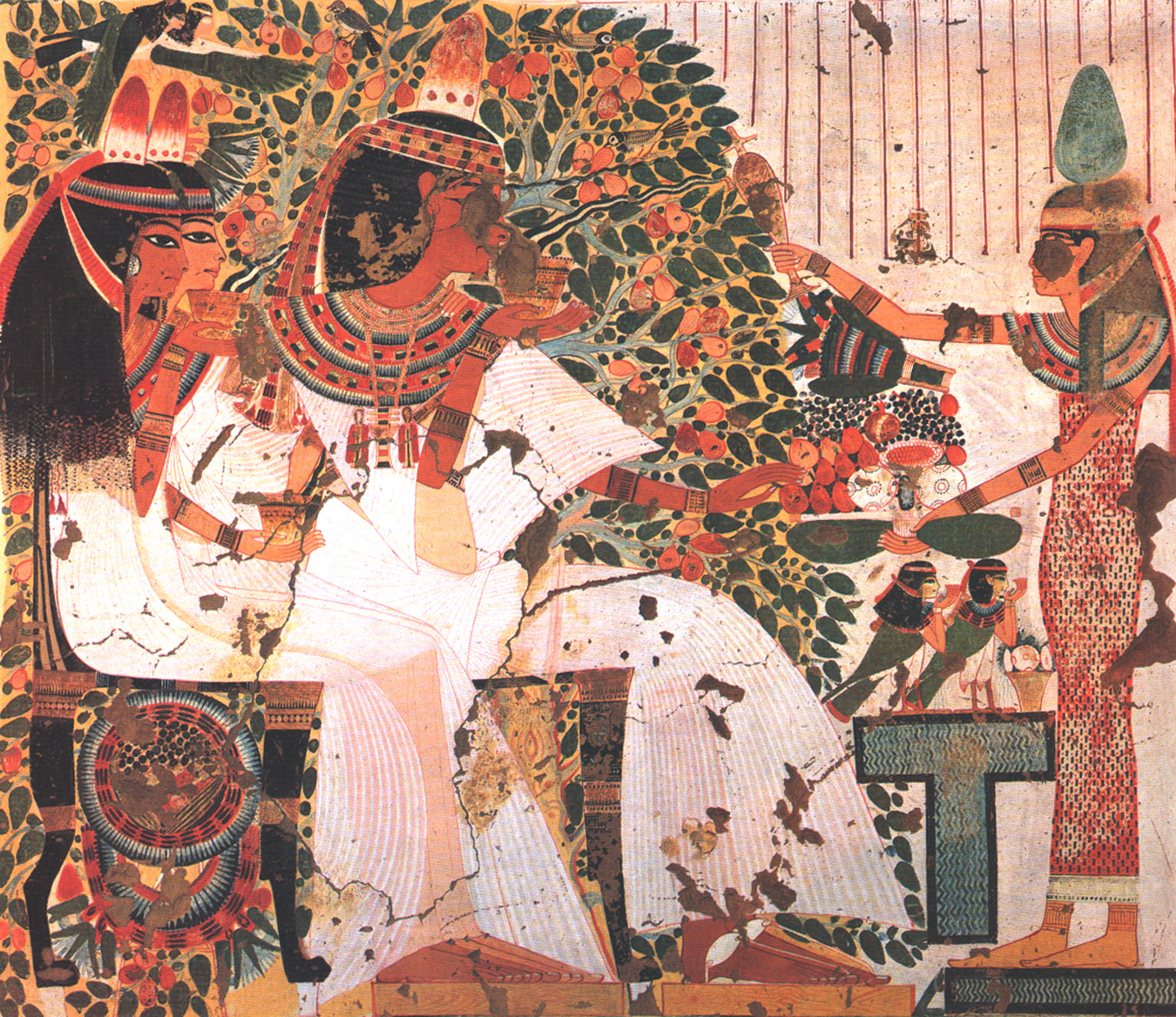
Copia (tempera su carta) di Norman de Garis Davies di una scena di offertorio dalla TT51

TT51 (Theban Tomb 51) è la sigla che identifica una delle Tombe dei Nobili ubicate nell’area della cosiddetta Necropoli Tebana, sulla sponda occidentale del Nilo dinanzi alla città di Luxor, in Egitto. Destinata a sepolture di nobili e funzionari connessi alle case regnanti, specie del Nuovo Regno, l'area venne sfruttata, come necropoli, fin dall'Antico Regno e, successivamente, sino al periodo Saitico (con la XXVI dinastia) e Tolemaico.

## Titolare
TT51 Era la tomba di:
| Titolare                        | Titolo                                    | Necropoli           | Dinastia/Periodo       | Note                          |
| ------------------------------- | ----------------------------------------- | ------------------- | ---------------------- | ----------------------------- |
| Userhat, detto anche Neferhebef | Primo Profeta del Kha reale di Thutmosi I | Sheikh Abd el-Qurna | XIX dinastia (Sethi I) | opposta, e a nord, della TT50 |

## Biografia
Userhat, detto anche Neferhebef, servì quale Primo Profeta del Kha di Thutmosi I, presso il suo tempio di Milioni di Anni, durante il regno di Horemhab, quello di Ramses I, e morì durante il regno di Seti I. Fu figlio di Khensemhab e di Tausert, Cantatrice di Montu; Hatshesput (omonima della regina), detta anche Shepset, fu sua moglie. Ci sono noti i nomi di due figli maschi, Ra-emwia e Huy, ma quasi sicuramente aveva altri figlie e figlie.

## La tomba
La tomba si apre nello stesso cortile in cui si apre la TT111 e in cui esiste (1 in planimetria) una stele danneggiata con scene di cerimonie funebri dinanzi alla mummia. I resti di colonne in arenaria lasciano intendere che l'ingresso fosse preceduto da un porticato di cui non esiste più traccia; un corridoio, sulle cui pareti (2) si trova un inno a Ra e l'immagine del defunto, immette in una sala trasversale secondo la planimetria tipica, a "T" capovolta, delle tombe del periodo. Sulle pareti (3), su tre registri sovrapposti e in differenti scene, il defunto guidato da Anubi, scene di psicostasia con la pesatura del cuore del defunto; il defunto inginocchiato dinanzi a Osiride e alla Dea dell'Occidente, nonché alle Anime di Pe e Nekhen che, con alcuni babbuini, adorano Ra-Horakhti, in forma di falco, con accanto Iside; scene della processione funeraria con cerimonie propiziatorie sulla mummia e il defunto (ma con il nome mutato in Amenmosi), recante fiori, precede la dea dell'Occidente verso la propria tomba in forma piramidale. Sul lato corto della sala (4) gli antenati Imhotep, Hepuseneb e Khensemhab adorano Montu mentre il defunto e la moglie sono intenti nella pesca. Poco oltre (5), su tre registri, festa processionale per Thutmosi I con uomini che recano cibi e suppellettili mentre il defunto uscendo dal tempio adora la barca reale; la statua del re issata sulla barca trainata su un lago. Sulla parete oltre il corridoio che immette nella sala interna (9) il defunto, con due mogli e un figlio offrono unguenti a Osiride e il defunto, con la suocera (?) Henuttawi, una moglie e una figlia, offrono incenso su un braciere a Thutmosi I e alla regina Ahmose Nefertari. Poco oltre (8) prefiche e preti che offrono libagioni al defunto e alla moglie; segue (7) scena del defunto, della moglie e della madre in pellegrinaggio ad Abido con il defunto e la moglie dinanzi a Osiride e Anubi; poco oltre (6) il defunto in adorazione; Ankheperkhaseneb purificato da otto preti; il defunto inginocchiato dinanzi a tre ogdoadi, Thot che riporta il risultato della psicostasia (vedi sopra n.ro 3) a Osiride e Anubi e il defunto con Ankheperkhaseneb e Nebmeyt con tre sacerdotesse in offertorio a Montu e Mertseger.
Un breve passaggio, che non reca tracce di decorazione parietale, consente l'accesso a una sala con quattro pilastri; in questa si aprono due camere funerarie e, al centro della parete di fondo, la camera funeraria del titolare. Al fondo di quest'ultima camera si apre uno stretto passaggio discendente, che forma un gomito , e che, verosimilmente, doveva essere stato previsto per ampliare la tomba. Dinanzi all'ingresso del passaggio discendente, alcune strutture murarie forse predisposte per creare una sorta di cappella- Scarse e illeggibili le rimanenze pittoriche oggi interpretabili solo grazie a foto d'epoca e ai disegni e acquarelli di N. de Garis Davies, conservati al Metropolitan Museum di New York.

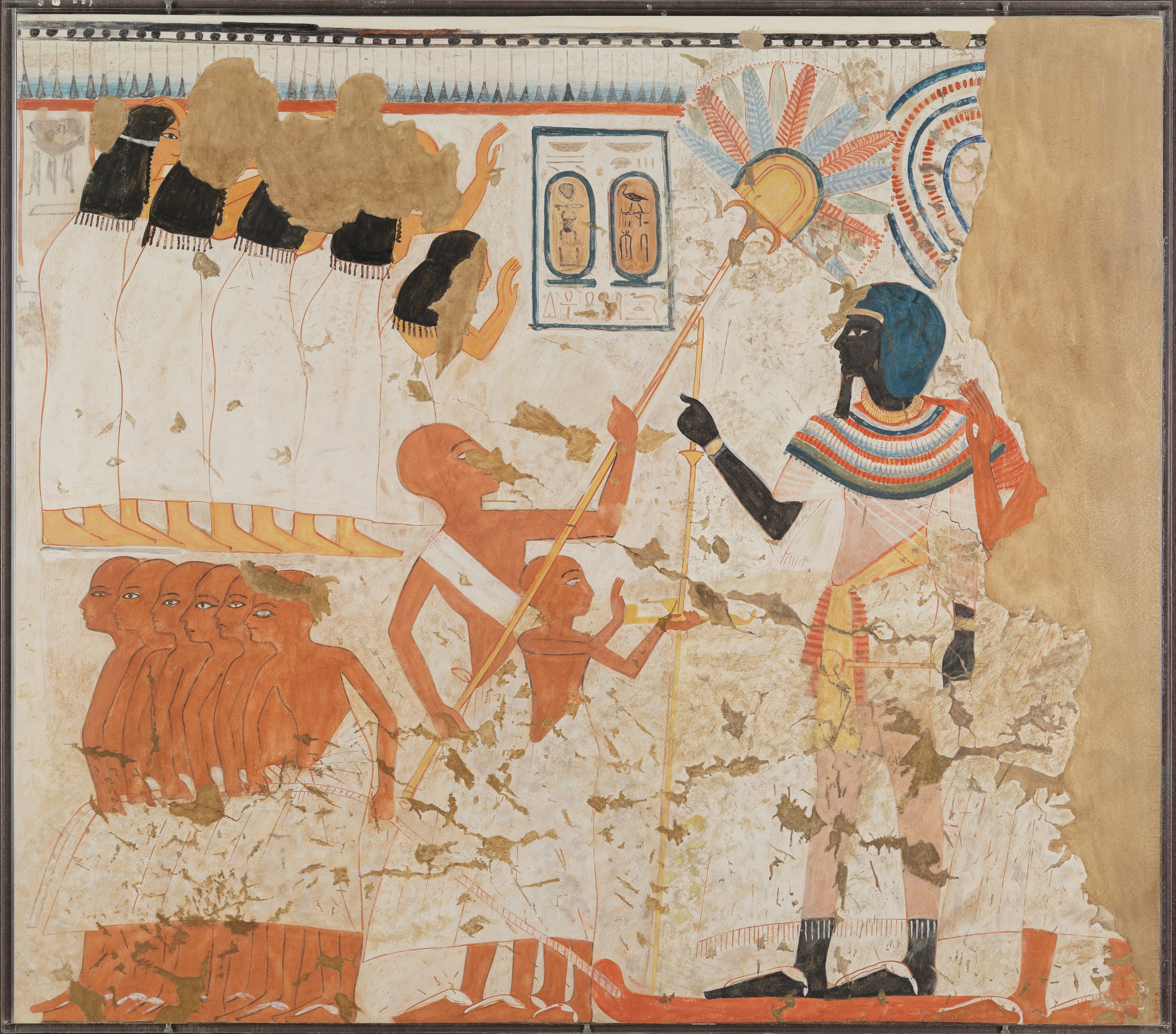
Il trasporto di una statua di Thutmosi I (tempera di N. de Garis Davies, Metropolitan Museum, cat. MET LC-15 5 17a EGDP025024)
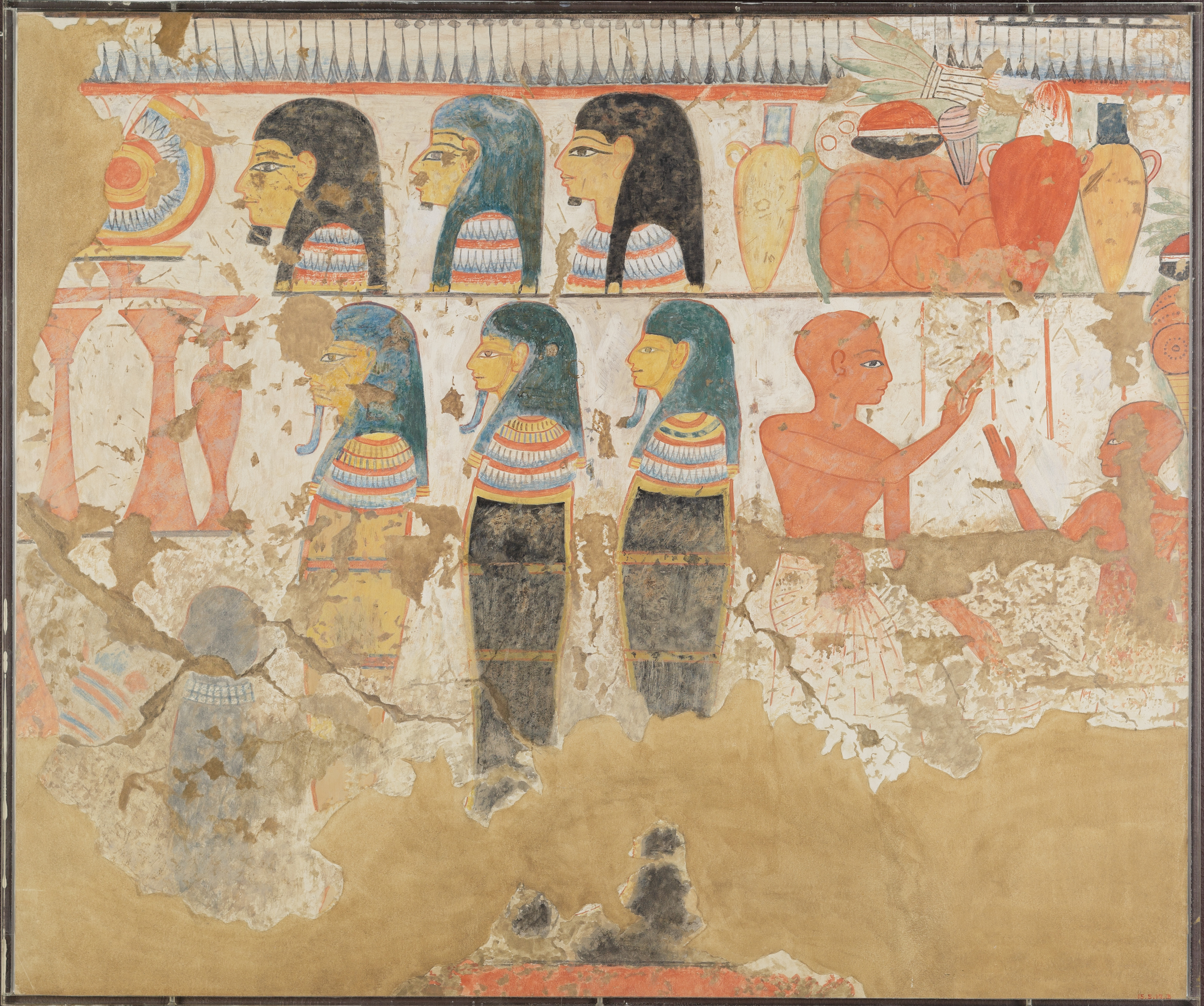
Suppellettili funerarie (tempera di N. de Garis Davies, Metropolitan Museum, cat. MET LC-15 5 17b EGDP025023)
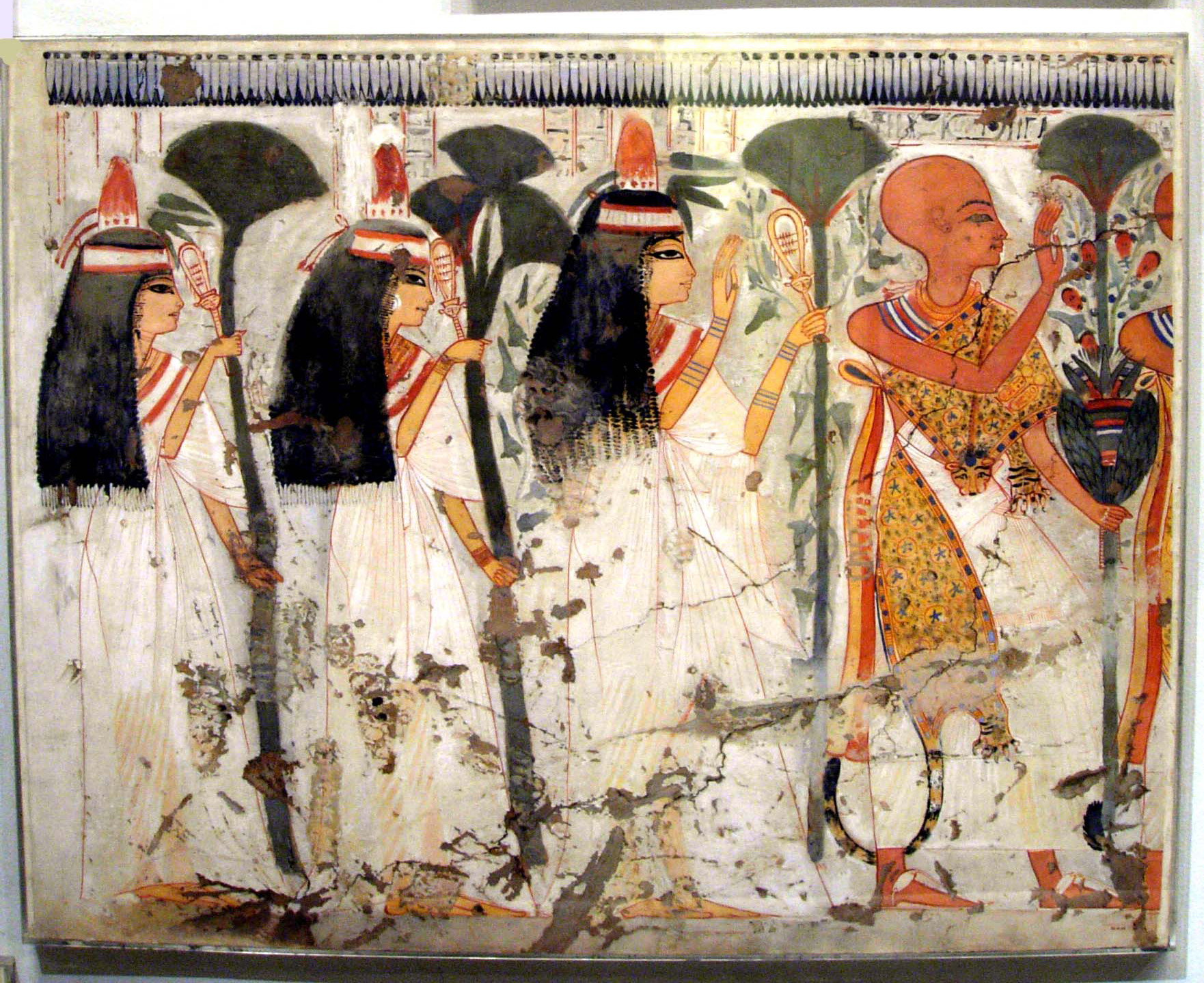
Processione funebre (tempera di Norman Hardy, Metropolitan Museum, cat. MET chr30.4.35)
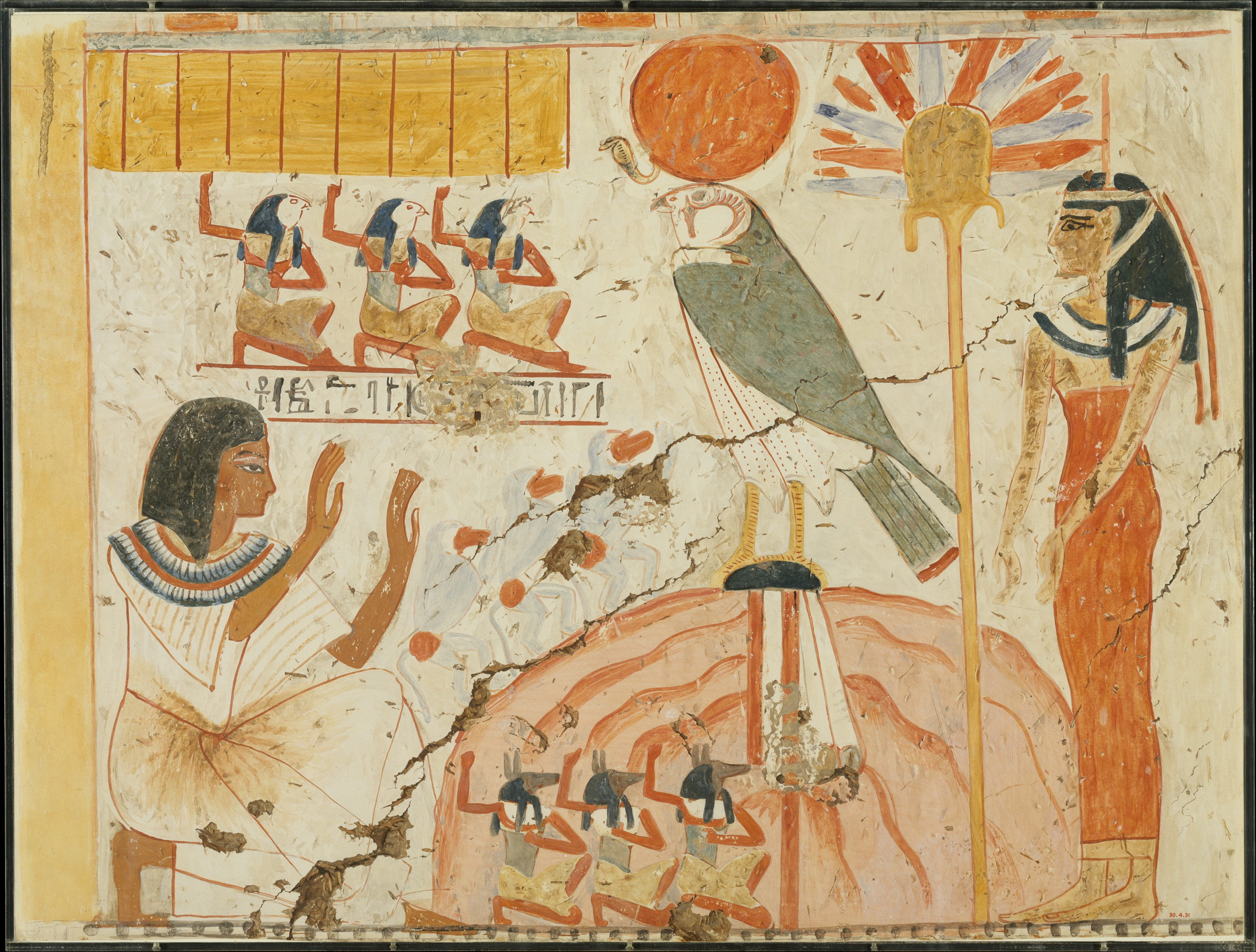
Userhat adora le divinità dell'Occidente (tempera di N. de Garis Davies, Metropolitan Museum, cat. MET DT10875)
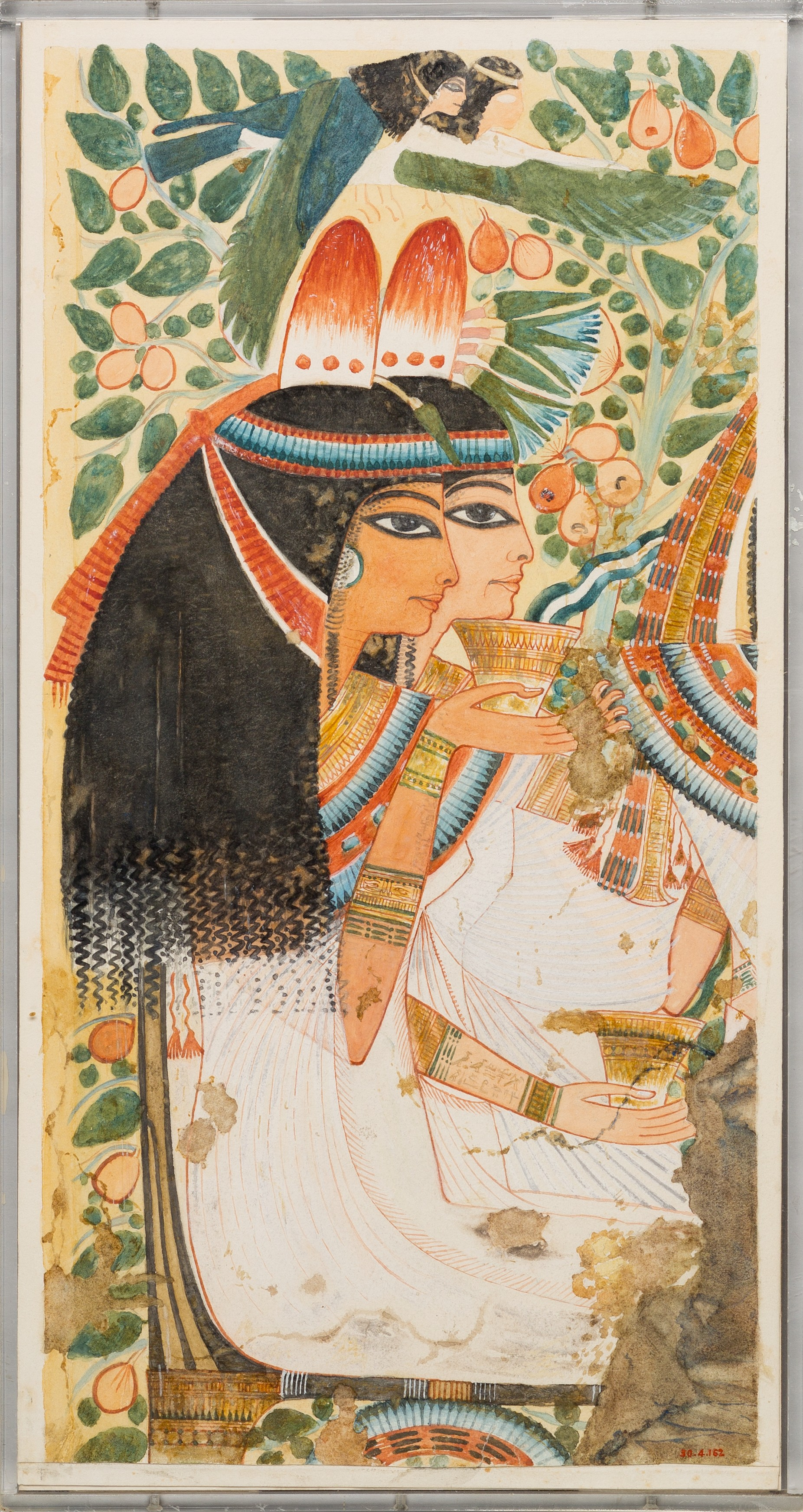
La madre e la moglie di Userhat (tempera di autore sconosciuto, cat. MET 30.4.162 EGDP021825)
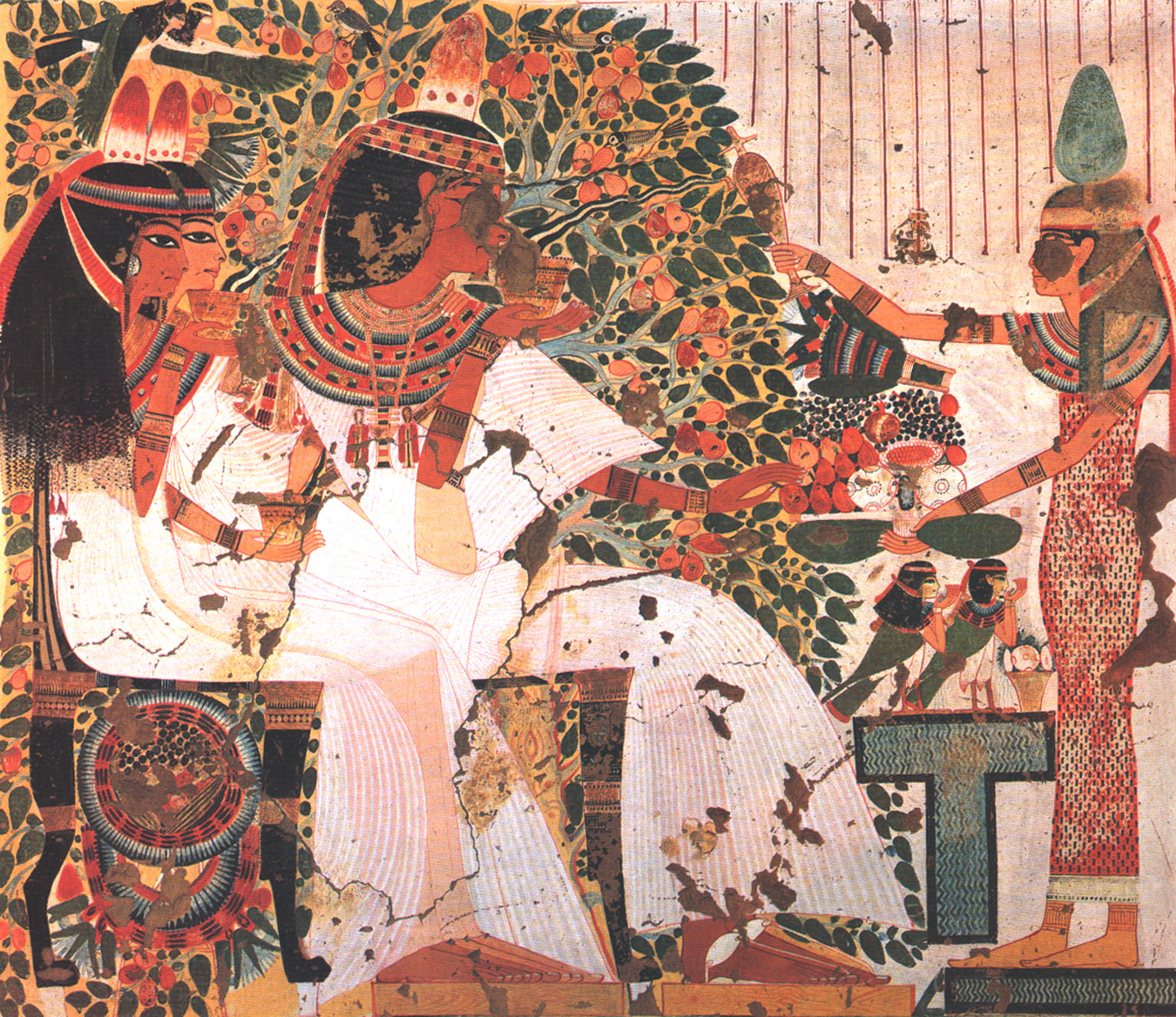
Userhat e la moglie ricevono offerte (tempera di N. de Garis Davies, Metropolitan Museum, cat. MET eg30.4.33a)
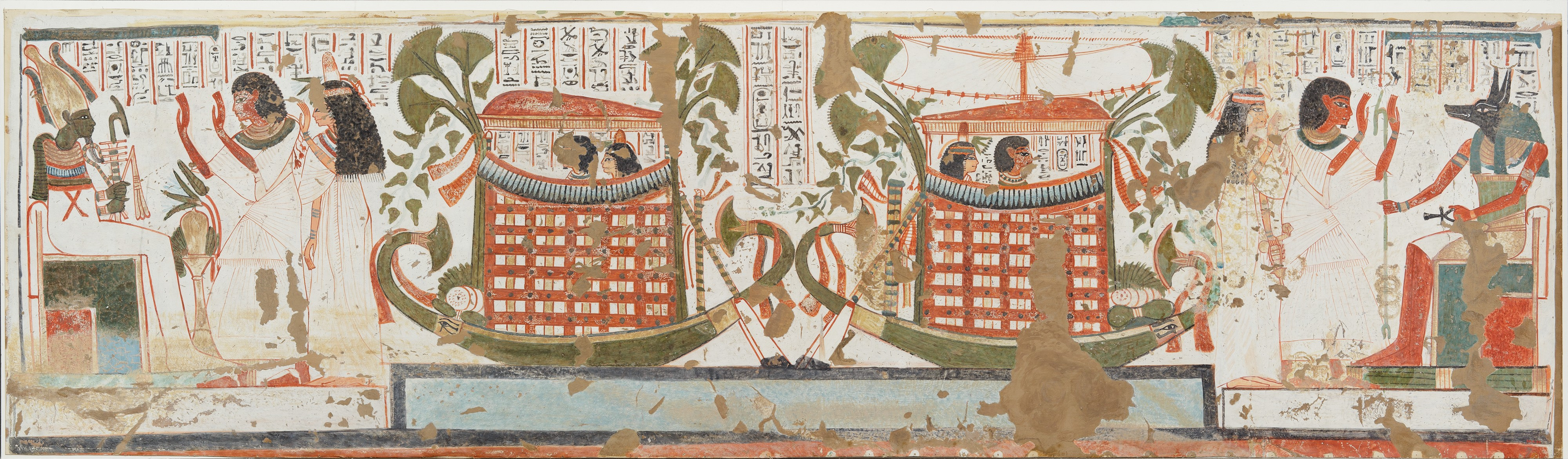
Userhat e la moglie nel pellegrinaggio ad Abido (tempera di N. de Garis Davies, Metropolitan Museum, cat. MET 30.4.34 EGDP019650)
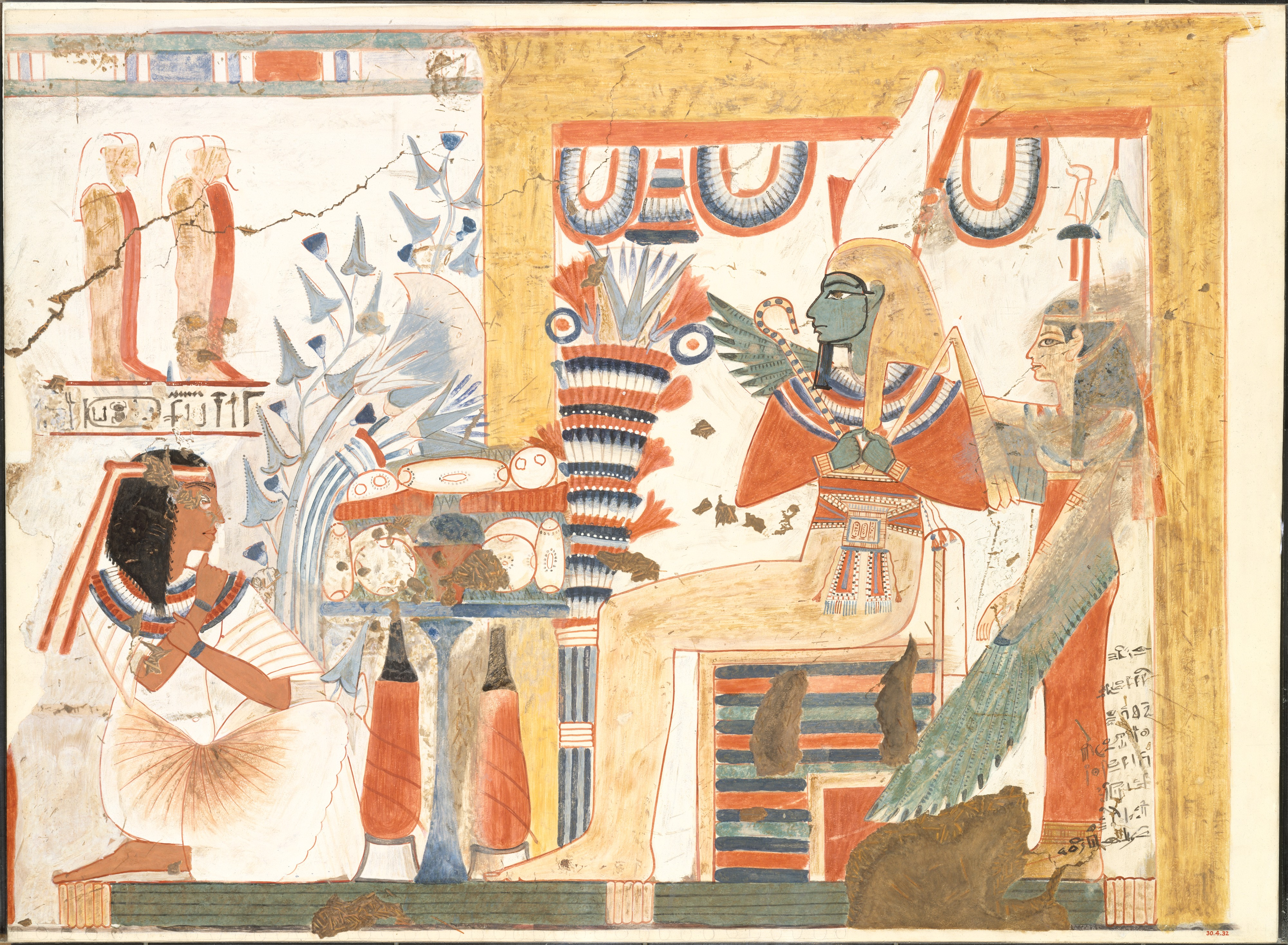
Userhat inginocchiato dinanzi a Osiride e alla Dea dell'Occidente (tempera di N. de Garis Davies, Metropolitan Museum, cat. MET DT10876)

### Annotazioni
1. ↑  La numerazione dei locali e delle pareti segue quella di Porter e Moss 1927, p. 90.
2. ↑  La prima numerazione delle tombe, dalla numero 1 alla 253, risale al 1913 con l’edizione del "Topographical Catalogue of the Private Tombs of Thebes" di Alan Gardiner e Arthur Weigall. Le tombe erano numerate in ordine di scoperta e non geografico; ugualmente in ordine cronologico di scoperta sono le tombe dalla 253 in poi.
3. ↑  I campi della Duat, ovvero l'aldilà egizio, si trovavano, secondo le credenze, proprio sulla riva occidentale del grande fiume.
4. ↑  Nella sua epoca di utilizzo, l'area era nota come "Quella di fronte al suo Signore" (con riferimento alla riva orientale, dove si trovavano le strutture dei Palazzi di residenza dei re e i templi dei principali dei) o, più semplicemente, "Occidente di Tebe".
5. ↑  le Tombe dei Nobili, benché raggruppate in un'unica area, sono di fatto distribuite su più necropoli distinte.
6. ↑  Le note, sovente di inquadramento topografico della tomba, sono tratte dal "Topographical Catalogue" di Gardiner e Weigall, ed. 1913 e fanno perciò riferimento alla situazione dell'epoca.
7. ↑  Secondo la concezione egizia, tre erano le parti vitali dell'anima Ba, Akh e Kha, quest'ultimo una sorta di "doppio", identico alla persona, che veniva plasmato dal dio vasaio, Khnum, e deposto nel ventre materno perché fosse la forza guida del nascituro. Era possibile avere anche più "kha" se Khnum lo riteneva necessario (Hatshepsut ne aveva nove, di cui 8 maschi). Il "kha" aveva bisogno di un corpo fisico, in cui continuare a vivere, e di cibo; ciò giustifica la presenza, nelle tombe, di una parte pubblica in cui depositare le offerte che erano, perciò destinate a lui più che al defunto in senso stretto.
8. ↑  Di forma trapezoidale, largo circa 6 m e di profondità variabile dai 3,3 m ai 2,2 m.
9. ↑  Larga circa 6,5 m, profonda 5 e alta 3 m.
10. ↑  Angolo sud-est, profonda circa 2 m, e nord-est, larga 2 m, profonda 3 e alta poco più di un m.
11. ↑  Il corridoio di accesso è lungo circa 1 m e largo altrettanto, per un'altezza di circa 2 m. La camera funeraria è alta 2 m, larga 1,30 e profonda circa 2 m.

### Fonti
1. ↑  Porter e Moss 1927,  pp. 91-95.
2. ↑  Gardiner e Weigall 1913.
3. ↑  Donadoni 1999,  p. 115.
4. ↑  Gardiner e Weigall 1913, pp. 20-21.
5. ↑  Porter e Moss 1927,  p. 97.
6. ↑  Porter e Moss 1927,  pp. 97-99.